# Nantes Rezé Métropole Volley 2017-2018
Questa voce raccoglie le informazioni riguardanti il Nantes Rezé Métropole Volley nelle competizioni ufficiali della stagione 2017-2018.

## Organigramma societario
Area direttiva
- Presidente: Thierry Rose

Area tecnica
- Allenatore: Martin Demar

## Rosa
| N° | Nome               | Ruolo | Data di nascita  | Nazionalità sportiva |
| -- | ------------------ | ----- | ---------------- | -------------------- |
| 2  | Rafaīl Koumentakīs | S     | 5 maggio 1993    | Grecia               |
| 3  | Sergio Noda        | S     | 23 marzo 1987    | Spagna               |
| 5  | Floris van Rekom   | S     | 8 maggio 1991    | Paesi Bassi          |
| 6  | Médéric Henry      | C     | 20 giugno 1995   | Francia              |
| 7  | Dirk Sparidans     | L     | 5 marzo 1989     | Paesi Bassi          |
| 8  | Gary Chauvin       | P     | 29 dicembre 1987 | Francia              |
| 10 | Oleg Centalovič    | S     | 17 gennaio 1991  | Russia               |
| 11 | Robin Overbeeke    | O     | 21 marzo 1989    | Paesi Bassi          |
| 12 | Martin Repák       | P     | 31 marzo 1981    | Slovacchia           |
| 16 | Théo Josserand     | S     | 29 agosto 1993   | Francia              |
| 17 | Michaël Parkinson  | C     | 23 novembre 1991 | Paesi Bassi          |
| 18 | Philippe Tuitoga   | C     | 18 dicembre 1990 | Francia              |